# Judeok-eup
Judeok-eup (koreanska: 주덕읍) är en köping i den centrala delen av Sydkorea, 90 km sydost om huvudstaden Seoul. Den ligger i kommunen Chungju i provinsen Norra Chungcheong.